# Тунё
Тунё (дат. Tunø) — остров в проливе Каттегат, принадлежащий Дании.

## География
Остров Тунё находится в акватории Балтийского моря, между островом Самсё (в 3,8 км западнее) и полуостровом Ютландия (в 8,4 км восточнее его). Площадь Тунё составляет 3,52 км², численность населения острова равняется 118 человек (на 2009 год). Ранее Тунё образовывал отдельный церковный приход. С 2007 года он входит в общину Оддер региона Центральная Ютландия. Тунё является членом Союза малых датских островов.
На острове существует довольно крупное поселение Тунё-Бю, в южной части находится небольшая гавань Тунё-Хавн, куда приходят паромы, связывающие остров с материком. 18-метровая церковная колокольня в Тунё служит также островным маяком (Тунё-Фюр). Наивысшая точка — 24 м над у. м.

## Природа и экология
Практически весь островок Тунё является природоохранной зоной. В его центральной части находится заболоченная местность, на севере — травяные луга, где оборудована площадка для посадки небольших самолётов. Автомобильное движение на Тунё запрещено, разрешаются только повозки, которые тянут трактора. В северной части острова более чем на 1 километр в море уходит песчаная коса Тунё-Рён. В западной части Тунё в море уходит на 2,4 км песчаная банка Тунё-Кноб. В вода
х близ Тунё можно встретить дельфинов и тюленей, на самом острове гнездится обыкновенная гага.

## Галерея
- Паром, следующий на остров Тунё
- Колокольня-маяк на Тунё